# Disk’O
Disk’O – rodzaj karuzeli produkowanej przez włoską firmę Zamperla. Składa się z dużej, najczęściej okrągłej gondoli mieszczącej od 24 do 40 osób, obracającej się wokół własnej osi i jednocześnie poruszającej się w tę i z powrotem po krótkim, półokrągłym torze. W Polsce występują trzy egzemplarze tego typu urządzenia: Tidal Wave Twister (model Disk’O Coaster) i Stormy Ship (Rockin’ Tug) w parku Energylandia oraz Wielka Fala w parku Majaland Kownaty (Disk’O Coaster).

## Warianty

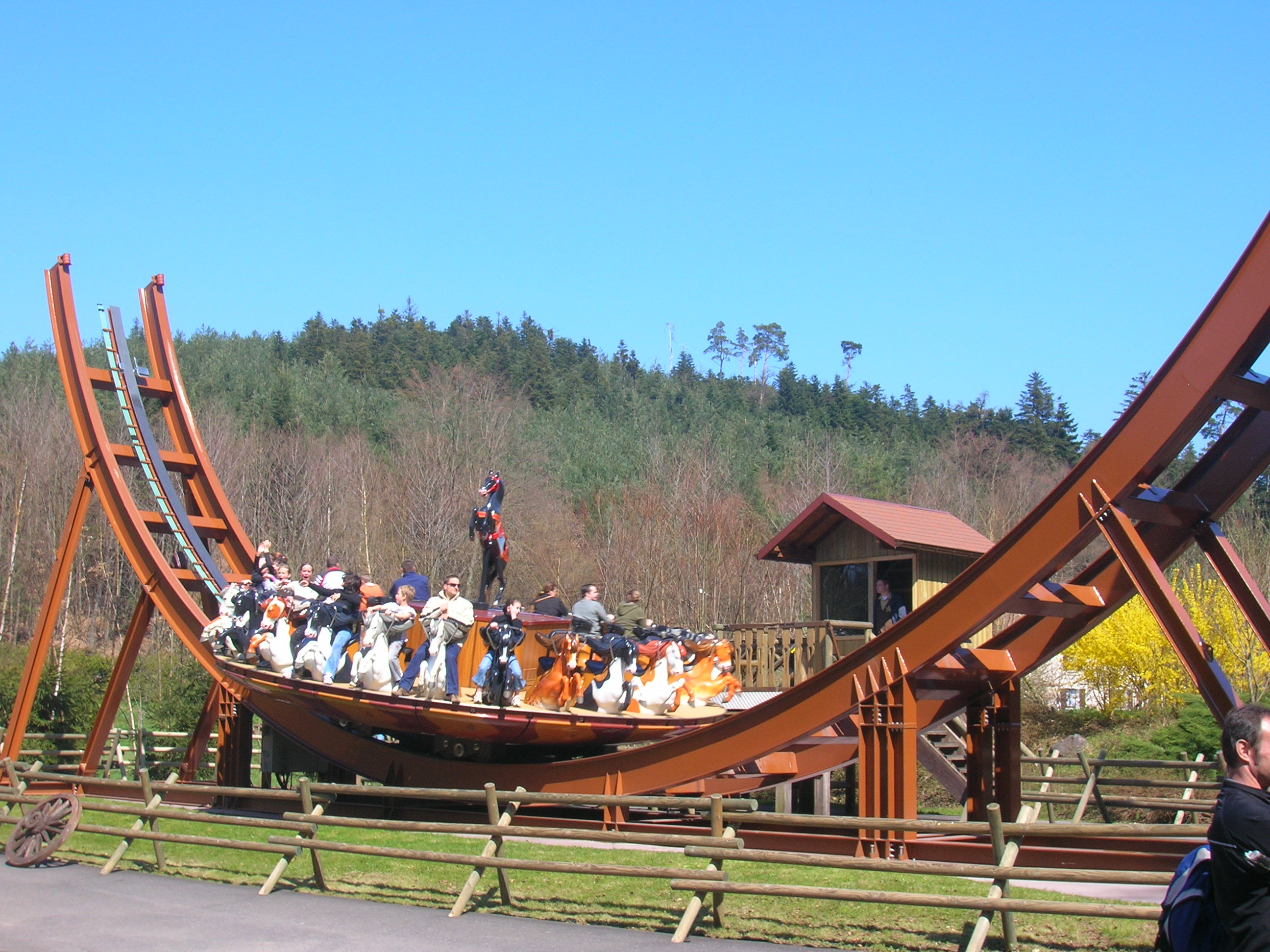
Model Disk’O (Cavalerie, Fraispertuis City, Francja)

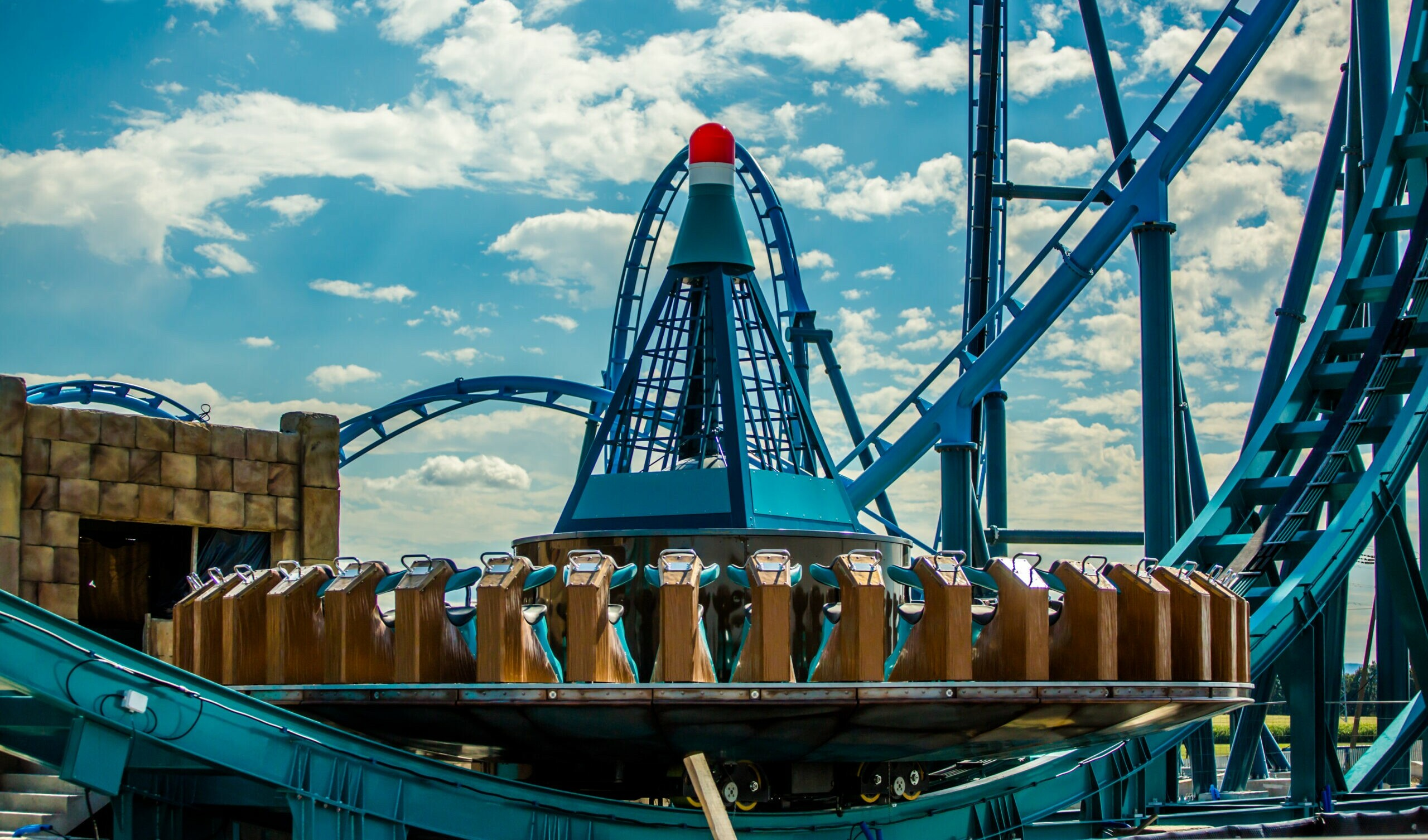
Model Disk’O Coaster (Tidal Wave Twister, Energylandia, Polska)

| Wariant        | Długość (m) | Wysokość (m) | Pojemność (liczba osób) | Przepustowość (osób/h) | Wersja przenośna | Charakterystyka                                                                                          | Źródło |
| -------------- | ----------- | ------------ | ----------------------- | ---------------------- | ---------------- | --- | ------ |
| Rockin’ Tug    | ?           | ?            | 24                      | 600                    | tak              | Wersja miniaturowa. Pasażerowie siedzą twarzami do środka gondoli. Bardzo krótki półokrągły tor.         | [ 4 ]  |
| Skater         | 21.5        | 11.7         | 24                      | 600                    | tak              | Pasażerowie siedzą twarzami do środka gondoli. Krótki półokrągły tor.                                    | [ 5 ]  |
| Disk’O         | 24.6        | 9.7          | 24                      | 600                    | tak              | Pasażerowie siedzą twarzami na zewnątrz gondoli. Krótki półokrągły tor.                                  | [ 6 ]  |
| Surf’s Up      | 29.0        | 11.0         | 20                      | 480                    | tak              | Pasażerowie jadą na stojąco na prostokątnej gondoli. Krótki tor ze wzniesieniem pośrodku.                | [ 7 ]  |
| Mega Disk’O    | 37.5        | 10.0         | 24                      | 600                    | nie              | Pasażerowie siedzą twarzami do środka gondoli. Duży półokrągły tor.                                      | [ 8 ]  |
| Mega Disk’O    | 37.5        | 10.0         | 40                      | 1000                   | nie              | Pasażerowie siedzą twarzami do środka gondoli. Duży półokrągły tor.                                      | [ 8 ]  |
| Skater Coaster | 81.5        | 11.3         | 36                      | 500                    | nie              | Pasażerowie siedzą twarzami do środka gondoli w kształcie deskorolki. Duży tor ze wzniesieniem pośrodku. | [ 9 ]  |
| Disk’O Coaster | 81.5        | 11.3         | 24                      | 500                    | nie              | Pasażerowie siedzą twarzami na zewnątrz gondoli. Duży tor ze wzniesieniem pośrodku.                      | [ 9 ]  |
| Disk’O Coaster | 81.5        | 11.3         | 40                      | 600                    | nie              | Pasażerowie siedzą twarzami na zewnątrz gondoli. Duży tor ze wzniesieniem pośrodku.                      | [ 9 ]  |

## Instalacje
| Nazwa                        | Model          | Park                         | Park                             | Rok otwarcia | Status    |
| ---------------------------- | -------------- | ---------------------------- | -------------------------------- | ------------ | --------- |
| Disk’O                       | Disk’O         | Indonezja                    | Jungleland                       | ?            | działa    |
| Disk’O                       | Disk’O         | Japonia                      | Parc Hanayashiki                 | ?            | działa    |
| Disk’O                       | Disk’O         | Holandia                     | Preston Palace                   | ?            | działa    |
| Alba-Tossen                  | Disk’O         | Dania                        | BonBon-Land                      | 2004         | działa    |
| Disk’O                       | Disk’O         | Stany Zjednoczone            | Cypress Gardens                  | 2004         | usunięta  |
| Disk’O                       | Disk’O         | Stany Zjednoczone            | Golf N’ Stuff                    | 2004         | działa    |
| Disk’O                       | Disk’O         | Wielka Brytania              | Great Yarmouth Pleasure Beach    | 2004         | działa    |
| Ramba Zamba                  | Disk’O         | Wielka Brytania              | Adventure Land                   | 2004         | działa    |
| Ciklón                       | Disk’O         | Hiszpania                    | Isla Mágica                      | 2005         | działa    |
| Disk’O                       | Disk’O         | Chile                        | Fantasilandia                    | 2005         | działa    |
| Disk’O                       | Disk’O         | Stany Zjednoczone            | Mt. Olympus Water & Theme Park   | 2005         | usunięta  |
| Dizzy Disk                   | Disk’O         | Stany Zjednoczone            | Dollywood                        | 2005         | działa    |
| La Cavalerie                 | Disk’O         | Francja                      | Farispertuis City                | 2005         | działa    |
| Navigator                    | Mega Disk’O    | Wielka Brytania              | Flamingo Land                    | 2005         | działa    |
| Skater                       | Skater         | Stany Zjednoczone            | Canobie Lake Park                | 2005         | działa    |
| Trombi                       | Disk’O         | Finlandia                    | Tykkimäki                        | 2005         | działa    |
| Coaster Brontosaurus         | Disk’O Coaster |                              | China Dinosaurs Park             | 2006         | działa    |
| Disk’O                       | Disk’O         | Stany Zjednoczone            | Go Karts Plus                    | 2006         | działa    |
| Disk’O                       | Disk’O         | Happy Valley Bejing          |                                  | 2006         | działa    |
| Disk’O                       | Disk’O         | Happy Valley Chengdu         |                                  | 2006         | działa    |
| Disk’O                       | Mega Disk’O    | Kostaryka                    | Parque de Diversiones            | 2006         | działa    |
| Electro Spin                 | Mega Disk’O    | Stany Zjednoczone            | Silver Dollar City               | 2006         | działa    |
| Le Grizzli                   | Disk’O Coaster | Francja                      | Nigloland                        | 2006         | działa    |
| Moto Disco                   | Disk’O         |                              | Jinjiang Action Park             | 2006         | działa    |
| Surf Dog                     | Skater Coaster | Stany Zjednoczone            | Kings Island                     | 2006         | działa    |
| Tiki Twirl                   | Disk’O Coaster | Stany Zjednoczone            | California’s Great America       | 2006         | działa    |
| UFO                          | Disk’O         |                              | Happy Valley Shenzhen            | 2006         | działa    |
| Cosmic Chaos                 | Mega Disk’O    | Stany Zjednoczone            | Kennywood                        | 2007         | działa    |
| Crazy Surfer                 | Disk’O Coaster | Niemcy                       | Movie Park Germany               | 2007         | działa    |
| Disk’O                       | Disk’O         | Stany Zjednoczone            | Adventuredome                    | 2007         | działa    |
| Disk’O                       | Disk’O         | Stany Zjednoczone            | Casino Pier                      | 2007         | działa    |
| Disk’O                       | Disk’O         | Stany Zjednoczone            | Oaks Amusement Park              | 2007         | działa    |
| Disk’O                       | Disk’O         | Japonia                      | Yokohama Cosmoworld              | 2007         | działa    |
| Le Disque du Soleil          | Disk’O Coaster | Francja                      | Le Pal                           | 2007         | działa    |
| Disk’O                       | Disk’O         | Niemcy                       | Wunderland Kalkar                | 2008         | działa    |
| Disk’O Flashback Boogie Ride | Disk’O         | Stany Zjednoczone            | Wild Waves Theme Park            | 2008         | działa    |
| Jurakán                      | Disk’O         | Gwatemala                    | Xetulul                          | 2008         | działa    |
| Tifón                        | Mega Disk’O    | Hiszpania                    | Parque de Attracciones de Madrid | 2008         | działa    |
| Disk’O                       | Disk’O Coaster |                              | Happy Valley Shanghai            | 2009         | działa    |
| Edge                         | Disk’O Coaster | Wielka Brytania              | Paultons Park                    | 2009         | działa    |
| Girabugia                    | Disk’O Coaster | Włochy                       | Miragica                         | 2009         | usunięta  |
| HangHai                      | Mega Disk’O    | Szwecja                      | Liseberg                         | 2009         | działa    |
| Mega Disk’O                  | Mega Disk’O    | Stany Zjednoczone            | Fantasy Island                   | 2009         | usunięta  |
| Mega Vortex                  | Mega Disk’O    | Stany Zjednoczone            | Waldameer                        | 2009         | działa    |
| Surf’s Up                    | Surf’s Up      | Stany Zjednoczone            | Fun Spot America                 | 2009         | usunięta  |
| Surf’s Up                    | Surf’s Up      | Włochy                       | Minitalia Leolandia Park         | 2009         | działa    |
| The Invader                  | Disk’O Coaster | Nowa Zelandia                | Rainbow’s End                    | 2009         | działa    |
| Tyrsky                       | Disk’O Coaster | Finlandia                    | Särkänniemi                      | 2009         | działa    |
| Disk’O                       | Disk’O         |                              | OCT East                         | 2010         | działa    |
| Electro Spin                 | Mega Disk’O    | Stany Zjednoczone            | Luna Park                        | 2010         | działa    |
| Electro Spin                 | Mega Disk’O    | Francja                      | Parc du Bocasse                  | 2010         | działa    |
| Goon-E                       | Disk’O         | Stany Zjednoczone            | Electric Daisy Festival          | 2010         | działa    |
| Grand Tournoi                | Mega Disk’O    | Francja                      | Festyland                        | 2010         | działa    |
| Kobra                        | Disk’O Coaster | Wielka Brytania              | Chessington World of Adventures  | 2010         | działa    |
| La Déferlante                | Disk’O         | Francja                      | Parc Ange Michel                 | 2010         | działa    |
| Mega Disk’O                  | Mega Disk’O    | Korea Północna               | Kaeson Youth Park                | 2010         | działa    |
| Revolution 360               | Disk’O         | Stany Zjednoczone            | Seabreeze                        | 2010         | działa    |
| Surf’s Up                    | Surf’s Up      | Stany Zjednoczone            | Luna Park                        | 2010         | usunięta  |
| Avatar Airbender             | Mega Disk’O    | Wielka Brytania              | Blackpool Pleasure Beach         | 2011         | działa    |
| Giant Redback                | Disk’O         | Australia                    | Aussie World                     | 2011         | działa    |
| Rev-O-Lution                 | Mega Disk’O    | Stany Zjednoczone            | Lake Compounce                   | 2011         | działa    |
| Shockwave                    | Disk’O Coaster | Australia                    | Dreamworld                       | 2011         | działa    |
| Disk’O                       | Disk’O         |                              | Happy Valley Wuhan               | 2012         | działa    |
| Disk’O                       | Disk’O         | Victory Kingdom              |                                  | 2012         | działa    |
| Disk’O Magic                 | Disk’O         | Filipiny                     | Enchanted Kingdom                | 2012         | działa    |
| Temp'O                       | Mega Disk’O    | Francja                      | Dennyls Parc                     | 2012         | działa    |
| De Grote Golf                | Disk’O Coaster | Belgia                       | Plopsaland de Panne              | 2013         | działa    |
| Gyro Spin                    | Mega Disk’O    | Korea Południowa             | Lotte World                      | 2013         | działa    |
| Mega Disk’O                  | Mega Disk’O    | Francja                      | Didi’Land                        | 2013         | działa    |
| Tail Spin                    | Mega Disk’O    | Stany Zjednoczone            | Wild Adventures                  | 2013         | działa    |
| Northern Lights              | Skater Coaster | Stany Zjednoczone            | Valleyfair                       | 2014         | działa    |
| Pipe Scream                  | Skater Coaster | Stany Zjednoczone            | Cedar Point                      | 2014         | działa    |
| Jet Spin                     | Disk’O         | Wielka Brytania              | Brean Leisure Park               | 2015         | działa    |
| Kong                         | Mega Disk’O    | Wielka Brytania              | West Midland Safari Park         | 2015         | działa    |
| L’Apache                     | Mega Disk’O    | Francja                      | Papéa Parc                       | 2015         | działa    |
| Mia's Riding Adventure       | Disk’O         | Stany Zjednoczone            | Legoland Florida                 | 2015         | działa    |
| Mia's Riding Adventure       | Mega Disk’O    | Wielka Brytania              | Legoland Windsor                 | 2015         | działa    |
| Buffalo Bill Rodeo           | Disk’O Coaster | Włochy                       | Mirabilandia                     | 2016         | działa    |
| Discobélix                   | Disk’O Coaster | Francja                      | Parc Astérix                     | 2016         | działa    |
| Le Simoun                    | Disk’O         | Francja                      | La Mer de Sable                  | 2016         | działa    |
| Moto Disk’O                  | Disk’O         | Kolumbia                     | Parque Mundo Aventura            | 2016         | działa    |
| Het DrakenNest               | Mega Disk’O    | Holandia                     | Avonturenpark Hellendoorn        | 2017         | działa    |
| Spinsanity                   | Mega Disk’O    | Stany Zjednoczone            | Six Flags St. Louis              | 2017         | działa    |
| Swamp Celebration            | Surf’s Up      | Zjednoczone Emiraty Arabskie | Motiongate Dubai                 | 2017         | działa    |
| Wave Rider                   | Disk’O Coaster | Stany Zjednoczone            | Park at OWA                      | 2017         | działa    |
| The Riddler Revolution       | Disk’O Coaster | Zjednoczone Emiraty Arabskie | Warner Bros. World Abu Dhabi     | 2018         | działa    |
| Surf’s Up                    | Surf’s Up      | Kanada                       | Shining Waters Family Fun Park   | 2018         | działa    |
| Dino Disk’O                  | Disk’O Coaster | Francja                      | Parc Saint Paul                  | 2019         | działa    |
| Disk’O                       | Disk’O Coaster | Turcja                       | Wonderland Eurasia               | 2019         | usunięta  |
| Dragonator                   | Disk’O         | Stany Zjednoczone            | Playland New York                | 2019         | działa    |
| Wielka Fala                  | Disk’O Coaster | Polska                       | Majaland Kownaty                 | 2020         | działa    |
| Tidal Wave Twister           | Disk’O Coaster | Polska                       | Energylandia                     | 2021         | działa    |
| Stormy Ship                  | Rockin’ Tug    | Polska                       | Energylandia                     | 2021         | działa    |
| Fliegender Regenschirm       | Disk’O Coaster | Niemcy                       | Karls Erlebnis-Dorf Elstal       | 2021         | działa    |
| The Big Wave                 | Disk’O Coaster | Niemcy                       | Holiday Park                     | 2021         | działa    |
| ?                            | Disk’O Coaster | Stany Zjednoczone            | Lost Island Theme Park           | 2022         | planowana |